# César Azpilicueta
César Azpilicueta Tanco (* 28. August 1989 in Zizur Mayor) ist ein spanischer Fußballspieler, der zuletzt bei Atlético Madrid in der Primera División spielte.

## Karriere

### Verein
César Azpilicueta, der in Zizur Mayor geboren wurde, spielte bereits in der Jugend für CA Osasuna, ehe er für die Saison 2006/07 als 16-Jähriger in der Segunda División B bei Osasunas zweiter Mannschaft spielte.
Im Sommer 2007 wurde er mit nur 18 Jahren in die erste Mannschaft Osasunas befördert. Sein Erstligadebüt hatte er jedoch schon in der Vorsaison bei der 0:2-Auswärtsniederlage bei Real Madrid am 8. April 2007 gegeben. Obwohl er noch sehr jung war, zählte er zu den Stammkräften bei Osasuna. In drei Jahren absolvierte er 99 Ligaspiele, bis er 2010 zum französischen Verein Olympique Marseille wechselte.
In der Sommerpause 2012 verpflichtete der FC Chelsea Azpilicueta.
Im April 2022 wurde der Vertrag Azpilicuetas, mittlerweile Kapitän bei den „Blues“, nach dem Erfüllen einer Einsatzklausel erneut verlängert.
Im Sommer 2023 unterschrieb er einen Einjahresvertrag bei Atlético Madrid. Im Sommer 2025 verließ er den Verein schließlich.

### Nationalmannschaft
Am 10. Mai 2010 wurde Azpilicueta von Vicente del Bosque für den erweiterten Kader der spanischen A-Nationalmannschaft zur Fußball-Weltmeisterschaft 2010 in Südafrika nominiert. Für den endgültigen Kader wurde er aber nicht nominiert. 2011 gewann er mit der U-21-Nationalelf die U-21-EM-Endrunde in Dänemark mit einem 2:0 gegen die Schweiz. Am 6. Februar 2013 gab er sein Debüt für die spanische A-Nationalmannschaft beim 3:1-Sieg gegen Uruguay. Rund ein halbes Jahr später nahm er mit der spanischen Mannschaft am Konföderationen-Pokal in Brasilien teil und erreichte das Endspiel, das man mit 0:3 gegen Brasilien verlor. Dabei wurde er im Finale zu Beginn der zweiten Hälfte eingewechselt.
Bei der Fußball-Europameisterschaft 2016 in Frankreich wurde er in das Aufgebot Spaniens aufgenommen. Seinen einzigen Einsatz hatte er im Gruppenspiel gegen die Türkei, als er bei einer 3:0-Führung in den Schlussminuten ins Spiel kam.
Bei der Europameisterschaft 2021 stand er im spanischen Aufgebot, das im Halbfinale gegen Italien ausschied.

## Titel und Auszeichnungen

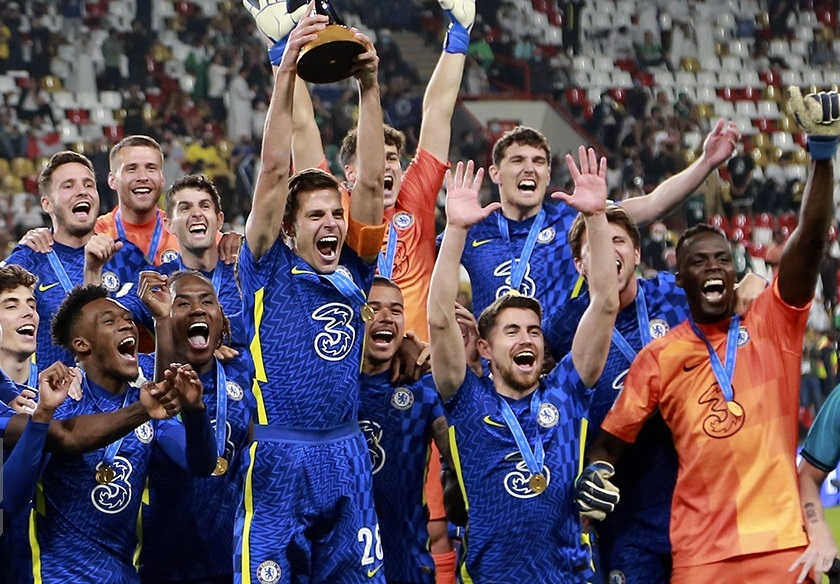
Azpilicueta nach dem Gewinn der Klub-Weltmeisterschaft

### Vereine
International
- Champions-League-Sieger: 2021
- Europa-League-Sieger: 2013, 2019
- Klub-Weltmeister: 2021
- UEFA-Super-Cup-Sieger: 2021

Frankreich
- Ligapokalsieger: 2011, 2012
- Supercupsieger: 2010

England
- Meister: 2015, 2017
- Pokalsieger: 2018
- Ligapokalsieger: 2015

### Nationalmannschaft
- UEFA-Nations-League-Sieger: 2023
- U21-Europameister: 2011
- U19-Europameister: 2007

### Auszeichnungen
- Nominierung für den Ballon d’Or: 2021 (29. Platz)